# Mack Trucks
Mack Trucks je americká firma, vyrábějící kamiony. Dříve také vyráběla autobusy a trolejbusy. Firma byla založená v roce 1900 Greensboro v Severní Karolíně. V současné době patří Mack Trucks Volvu.